# Niphetogryllacris scurra
Niphetogryllacris scurra is een rechtvleugelig insect uit de familie Gryllacrididae. De wetenschappelijke naam van deze soort is voor het eerst geldig gepubliceerd in 1932 door Heinrich Hugo Karny.